# Страшилка
Страшилка (Extatosoma tiaratum) е едър вид от разред Пръчици (Phasmatodea), който е ендемичен за Австралия. E. tiaratum обитава Куинсланд и Нов Южен Уелс и има откъсната популация на остров Нова Гвинея.

## Физическо описание
Възрастните женски са покрити с бодловидни образувания, служещи за защита и камуфлаж. Закръгленото им тяло израства до около 20 cm на дължина. Крилата на женските са твърде малки за летене, особено по време на бременността.
Както при много подобни насекоми, особено от семейство Пръчици, при вида се наблюдава ясно изразен полов диморфизъм и мъжките са по-малки и слаби, израствайки едва около 11 cm на дължина. Имат три фасетни очи. Мъжките нямат бодловидни образувания като женските, освен около главите. Имат дълги крила и летят добре; лесно излитат, когато се почувстват заплашени или при търсене на женска.
И двата пола, когато се почувстват застрашени, се изправят на предните и средните си крака, насочвайки корема си нагоре или настрани в поза, подобна на позата на скорпиона. Прегъват краката си в отбранителна стойка в случай, че бъдат нападнати. Възрастните екземпляри изпускат секрет с отбранителна миризма, която специално за хората не е неприятна, напомняйки на фъстъчено масло, оцет или карамел.
Като много други сходни насекоми, когато се почувстват застрашени, E. tiaratum се олюляват напред-назад или настрани. Така се движат и за да наподобят клоните на дърветата, разклащани от вятъра. Отделните страшилки варират по оцветяването си: могат да бъдат кафяви, на кафяви петна, сиво-кафяви, зелени, червеникави, кремави, жълтеникави и дори напълно бели.

## Размножаване
Страшилката обичайно се размножава полово и снася яйца, които се излюпват четири месеца по-късно. В случаите, когато в популацията няма мъжки индивиди, женската страшилка се размножава посредством партеногенеза. Снася неоплодени яйца, от които след девет месеца се излюпват млади страшилки, всички от женски пол. Снесените яйца трябва да останат при сравнително хладна температура – под 25 °C – в противен случай има малки изгледи за излюпване.
Въпреки че повечето възрастни насекоми от семейството са известни с бавните си реакции, нимфите на страшилката са бързи, активни и бързо се придвижват по дърветата. Движенията им се забавят с второто и всяко следващо линеене. Женските придобиват отличителния си вид на пръчки и при последващи периоди на линеене.

## Отглеждане
Видът е относително често срещан в изкуствени условия. Отглежда се за нуждите на научни лаборатории, за учебни проекти в училищата, и е популярен екзотичен домашен любимец в Северна Америка и Европа.

## Хранене
E. tiaratum са растителноядни и се препоръчва да бъдат хранени с калина, евкалипт (който е естествената им храна в родната Австралия), глог, дъб, фотиния, малини, рози, и др.

## Защита
Страшилката използва камуфлаж, като първо средство за защита, въпреки че някои техни врагове (например богомолките от семейство Mantidae) имат добро зрение. Мъжката страшилка може да отлети, а женската използва бодливите си образувания и с агресивно поведение може да изгони нападателите. Възрастните секретират безцветна субстанция, която отблъсква повечето им нападатели. Като повечето видове от рода, страшилките не са много бързоподвижни и рядко хапят.